# Waleri Iwanowitsch Woronin
Waleri Iwanowitsch Woronin (russisch Валерий Иванович Воронин, wiss. Transliteration Valerij Ivanovič Voronin; * 17. Juli 1939 in Moskau; † 19. Mai 1984 ebenda) war ein sowjetischer Fußballspieler. Er war ein vielseitiger Mittelfeldspieler, der auch als Innenverteidiger eingesetzt werden konnte.
Woronin spielte von 1958 bis 1969 für Torpedo Moskau. Mit diesem Team gewann er 1960 und 1965 die sowjetische Meisterschaft und wurde zweimal Pokalsieger der Sowjetunion. 1964 und 1965 war er sowjetischer Fußballer des Jahres.
Zwischen 1960 und 1968 kam er zu 66 Einsätzen in der sowjetischen Nationalmannschaft und erzielte hierbei fünf Tore. 1962  nahm er an der Weltmeisterschaft in Chile teil, bei der EM-Endrunde 1964 stand er mit der sowjetischen Mannschaft im Finale gegen den späteren Sieger Spanien. 1966 bei der WM in England erreichte er mit dem sowjetischen Team den vierten Platz.
Im Sommer 1969 erlitt Woronin einen Autounfall und wurde schwer verletzt. Zwar konnte er sich körperlich relativ schnell erholen, fand aber nie wieder zu seiner alten Form zurück. Er musste seine Karriere beenden und verfiel dem Alkohol. 1984 wurde er ermordet aufgefunden, der Fall konnte nie aufgeklärt werden. Woronin wurde auf dem Moskauer Danilow-Friedhof begraben.